# Football League One 2021-2022
La EFL League One 2021-2022, conosciuta anche con il nome di Sky Bet League One per motivi di sponsorizzazione, è stato il 95º campionato inglese di calcio di terza divisione, nonché il 18º con la denominazione di League One. La stagione regolare ha avuto inizio il 7 agosto 2021 e si è conclusa il 30 aprile 2022, mentre i play off si sono svolti tra il 5 ed il 21 maggio 2022. Ad aggiudicarsi il titolo è stato il Wigan Athletic, al quarto successo nella competizione. I Latics diventano così una delle cinque squadre con più successi nella categoria e la più vincente con l'attuale formato. Le altre due promozioni in Championship sono state invece conseguite dal Rotherham United (2º classificato, che torna dopo una sola stagione nella divisione superiore) e dal Sunderland (vincitore dei play off).
Capocannoniere del torneo è stato Will Keane (Wigan Athletic) con 26 reti.

## Stagione

### Novità
Al termine della stagione precedente sono saliti direttamente in Championship l'Hull City (al quarto successo nella competizione) ed il Peterborough United (tornato dopo 12 anni di assenza in seconda divisione), che sono arrivati, rispettivamente, 1º e 2º al termine della stagione regolare, mentre il Blackpool, piazzatosi 3º, è riuscito a raggiungere la promozione attraverso i play-off. 
Il Rochdale (21º), il Northampton Town (22º), lo Swindon Town (23º) ed il Bristol Rovers (24º) non sono riusciti, invece, a mantenere la categoria e sono retrocessi in League Two.
Queste sette squadre sono state rimpiazzate dalle tre retrocesse dalla Championship: Wycombe Wanderers, Rotherham United e Sheffield Wednesday (che scende dopo 10 anni nel terzo livello del calcio inglese) e dalle quattro promosse provenienti dalla League Two: Cheltenham Town, Cambridge United, Bolton Wanderers e Morecambe (quest'ultimo al debutto in un torneo di terza divisione).

### Formula
Le prime due classificate, più la vincente dei play off tra le squadre giunte dal 3º al 6º posto, vengono promosse in Championship, mentre le ultime quattro classificate retrocedono in League Two.

## Squadre partecipanti
| Squadra            | Città              | Stadio                       | Stagione precedente                              |
| ------------------ | ------------------ | ---------------------------- | ------------------------------------------------ |
| Accrington Stanley | Accrington         | Crown Ground                 | 11º posto in EFL League One                      |
| AFC Wimbledon      | Londra (Wimbledon) | Plough Lane                  | 19º posto in EFL League One                      |
| Bolton Wanderers   | Bolton             | University of Bolton Stadium | 3º posto in EFL League Two, promosso             |
| Burton Albion      | Burton upon Trent  | Pirelli Stadium              | 16º posto in EFL League One                      |
| Cambridge United   | Cambridge          | Abbey Stadium                | 2º posto in EFL League Two, promosso             |
| Charlton Athletic  | Londra (Charlton)  | The Valley                   | 7º posto in EFL League One                       |
| Cheltenham Town    | Cheltenham         | Whaddon Road                 | 1º posto in EFL League Two, promosso             |
| Crewe Alexandra    | Crewe              | Gresty Road                  | 12º posto in EFL League One                      |
| Doncaster Rovers   | Doncaster          | Keepmoat Stadium             | 14º posto in EFL League One                      |
| Fleetwood Town     | Fleetwood          | Highbury Stadium             | 15º posto in EFL League One                      |
| Gillingham         | Gillingham         | Priestfield Stadium          | 10º posto in EFL League One                      |
| Ipswich Town       | Ipswich            | Portman Road                 | 9º posto in EFL League One                       |
| Lincoln City       | Lincoln            | Sincil Bank                  | 5º posto in EFL League One                       |
| Milton Keynes Dons | Milton Keynes      | Stadium MK                   | 13º posto in EFL League One                      |
| Morecambe          | Morecambe          | Globe Arena                  | 4º posto in EFL League Two, promosso             |
| Oxford United      | Oxford             | Kassam Stadium               | 6º posto in EFL League One                       |
| Plymouth Argyle    | Plymouth           | Home Park                    | 18º posto in EFL League One                      |
| Portsmouth         | Portsmouth         | Fratton Park                 | 8º posto in EFL League One                       |
| Rotherham United   | Rotherham          | New York Stadium             | 23º posto in EFL League Championship, retrocesso |
| Sheffield Weds     | Sheffield          | Hillsborough Stadium         | 24º posto in EFL League Championship, retrocesso |
| Shrewsbury Town    | Shrewsbury         | New Meadow                   | 17º posto in EFL League One                      |
| Sunderland         | Sunderland         | Stadium of Light             | 4º posto in EFL League One                       |
| Wigan Athletic     | Wigan              | DW Stadium                   | 20º posto in EFL League One                      |
| Wycombe Wanderers  | High Wycombe       | Adams Park                   | 22º posto in EFL League Championship, retrocesso |

## Allenatori e primatisti
| Squadra            | Manager                                                            | Calciatore più presente (tra parentesi il numero delle presenze) | Cannoniere (tra parentesi il numero dei gol) |
| ------------------ | ------------------------------------------------------------------ | ---------------------------------------------------------------- | -------------------------------------------- |
| Accrington Stanley | John Coleman                                                       | Sean McConville, Michael Nottingham (46)                         | Colby Bishop (11)                            |
| AFC Wimbledon      | Mark Robinson (1ª-39ª) Mark Bowen (40ª-46ª)                        | Nikola Tzanev (46)                                               | Jack Rudoni (12)                             |
| Bolton             | Ian Evatt                                                          | Oladapo Afolayan (43)                                            | Oladapo Afolayan (12)                        |
| Burton Albion      | Jimmy Floyd Hasselbaink                                            | Tom Harner (44)                                                  | Daniel Jebbison (7)                          |
| Cambridge Utd      | Mark Bonner                                                        | Sam Smith (46)                                                   | Sam Smith (15)                               |
| Charlton           | Nigel Adkins (1ª-13ª) Johnnie Jackson (14ª-46ª)                    | Craig MacGilliwray (43)                                          | Jayden Stockley (13)                         |
| Cheltenham Town    | Michael Duff                                                       | Alfie May (46)                                                   | Alfie May (23)                               |
| Crewe Alexandra    | David Artell (1ª-42ª) Alex Morris (43ª-46ª)                        | Luke Offord (43)                                                 | Chris Long (10)                              |
| Doncaster          | Richie Wellens (1ª-19ª) Gary McSheffrey (20ª-46ª)                  | Kyle Knoyle (44)                                                 | Tommy Rowe (7)                               |
| Fleetwood Town     | Simon Grayson (1ª-17ª) Stephen Crainey (18ª-46ª)                   | Alex Cairns (42)                                                 | Gerard Garner (7)                            |
| Gillingham         | Steve Evans (1ª-24ª) Steve Lovell (25ª-28ª) Neil Harris (29ª-46ª)  | Max Ehmer (45)                                                   | Vadaine Oliver (9)                           |
| Ipswich Town       | Paul Cook (1ª-20ª) John McGreal (21ª-22ª) Kieran McKenna (23ª-46ª) | Macauley Bonne, Janoi Donacien (43)                              | Macauley Bonne, Wes Burns (12)               |
| Lincoln City       | Michael Appleton                                                   | Regan Poole (43)                                                 | Anthony Scully (11)                          |
| MK Dons            | Dean Lewington (1ª) Liam Manning (2ª-46ª)                          | Warren O'Hora (46)                                               | Scott Twine (20)                             |
| Morecambe          | Stephen Robinson (1ª-32ª) Barry Roche (33ª) Derek Adams (34ª-46ª)  | Cole Stockton (44)                                               | Cole Stockton (23)                           |
| Oxford Utd         | Karl Robinson                                                      | Matt Taylor (44)                                                 | Matt Taylor (20)                             |
| Plymouth           | Ryan Lowe (1ª-20ª) Steven Schumacher (21ª-46ª)                     | Michael Cooper (46)                                              | Ryan Hardie (16)                             |
| Portsmouth         | Danny Cowley                                                       | Sean Raggett (45)                                                | George Hirst (13)                            |
| Rotherham Utd      | Paul Warne                                                         | Ben Wiles (46)                                                   | Michael Smith (18)                           |
| Sheffield Weds     | Darren Moore                                                       | Barry Bannan (45)                                                | Lee Gregory (16)                             |
| Shrewsbury Town    | Steve Cotterill                                                    | Marko Maroši, Daniel Udoh (46)                                   | Daniel Udoh (13)                             |
| Sunderland         | Lee Johnson (1ª-29ª) Mike Dodds (30ª-31ª) Alex Neil (32ª-46ª)      | Ross Stewart (46)                                                | Ross Stewart (24)                            |
| Wigan              | Leam Richardson                                                    | Ben Amos, Jack Whatmough (45)                                    | Will Keane (26)                              |
| Wycombe            | Gareth Ainsworth                                                   | David Stockdale (46)                                             | Sam Wokes (16)                               |

## Classifica
|  | Pos. | Squadra            | Pt | G  | V  | N  | P  | GF | GS | DR  |
|  | ---- | ------------------ | -- | -- | -- | -- | -- | -- | -- | --- |
|  | 1.   | Wigan              | 92 | 46 | 27 | 11 | 8  | 82 | 44 | +38 |
|  | 2.   | Rotherham Utd      | 90 | 46 | 27 | 9  | 10 | 70 | 33 | +37 |
|  | 3.   | MK Dons            | 89 | 46 | 26 | 11 | 9  | 78 | 44 | +34 |
|  | 4.   | Sheffield Weds     | 85 | 46 | 24 | 13 | 9  | 78 | 50 | +28 |
|  | 5.   | Sunderland         | 84 | 46 | 24 | 12 | 10 | 79 | 53 | +24 |
|  | 6.   | Wycombe            | 83 | 46 | 23 | 14 | 9  | 75 | 51 | +24 |
|  | 7.   | Plymouth           | 80 | 46 | 23 | 11 | 12 | 68 | 48 | +20 |
|  | 8.   | Oxford Utd         | 76 | 46 | 22 | 10 | 14 | 82 | 59 | +23 |
|  | 9.   | Bolton             | 73 | 46 | 21 | 10 | 15 | 74 | 57 | +17 |
|  | 10.  | Portsmouth         | 73 | 46 | 20 | 13 | 13 | 68 | 51 | +17 |
|  | 11.  | Ipswich Town       | 70 | 46 | 18 | 16 | 12 | 67 | 46 | +21 |
|  | 12.  | Accrington Stanley | 61 | 46 | 17 | 10 | 19 | 61 | 80 | -19 |
|  | 13.  | Charlton           | 59 | 46 | 17 | 8  | 21 | 55 | 59 | -4  |
|  | 14.  | Cambridge Utd      | 58 | 46 | 15 | 13 | 18 | 56 | 74 | -18 |
|  | 15.  | Cheltenham Town    | 56 | 46 | 13 | 17 | 16 | 66 | 80 | -14 |
|  | 16.  | Burton Albion      | 53 | 46 | 14 | 11 | 21 | 51 | 67 | -16 |
|  | 17.  | Lincoln City       | 52 | 46 | 14 | 10 | 22 | 55 | 63 | -8  |
|  | 18.  | Shrewsbury Town    | 50 | 46 | 12 | 14 | 20 | 47 | 51 | -4  |
|  | 19.  | Morecambe          | 42 | 46 | 10 | 12 | 24 | 57 | 88 | -31 |
|  | 20.  | Fleetwood Town     | 40 | 46 | 8  | 16 | 22 | 62 | 82 | -20 |
|  | 21.  | Gillingham         | 40 | 46 | 8  | 16 | 22 | 35 | 69 | -34 |
|  | 22.  | Doncaster          | 38 | 46 | 10 | 8  | 28 | 37 | 82 | -45 |
|  | 23.  | AFC Wimbledon      | 37 | 46 | 6  | 19 | 21 | 49 | 75 | -26 |
|  | 24.  | Crewe Alexandra    | 29 | 46 | 7  | 8  | 31 | 37 | 83 | -46 |

Legenda:
      Promosso in EFL Championship 2022-2023.
  Partecipa ai play-off.
      Retrocesso in EFL League Two 2022-2023.
Regolamento:
Tre punti a vittoria, uno a pareggio, zero a sconfitta.
In caso di arrivo di due o più squadre a pari punti, la graduatoria verrà stilata secondo i seguenti criteri:
- differenza reti
- maggior numero di gol segnati
- classifica avulsa
- maggior numero di vittorie
- maggior numero di gol segnati in trasferta
- fair play
- spareggio

Note:

Gillingham retrocesso in League Two per peggior differenza reti rispetto all'ex aequo Fleetwood Town.

## Spareggi

### Play-off

#### Tabellone
|  | Semifinali | Semifinali         | Semifinali | Semifinali | Semifinali |  |  | Finale | Finale            | Finale |  |
|  |            |                    |            |            |            |  |  |        |                   |        |  |
|  | 6          | Wycombe Wanderers  | 2          | 0          | 2          |  |  |        |                   |        |  |
|  | 3          | Milton Keynes Dons | 0          | 1          | 1          |  |  | 6      | Wycombe Wanderers | 0      |  |
|  | 5          | Sunderland         | 1          | 1          | 2          |  |  | 5      | Sunderland        | 2      |  |
|  | 4          | Sheffield Weds     | 0          | 1          | 1          |  |  |        |                   |        |  |

#### Semifinali
|                    | Risultati |                    | Luogo e data                 |
| ------------------ | --------- | ------------------ | ---------------------------- |
| Wycombe Wanderers  | 2 - 0     | Milton Keynes Dons | High Wycombe, 5 maggio 2022  |
| Milton Keynes Dons | 1 - 0     | Wycombe Wanderers  | Milton Keynes, 8 maggio 2022 |
|                    |           |                    |                              |
| Sunderland         | 1 - 0     | Sheffield Weds     | Sunderland, 6 maggio 2022    |
| Sheffield Weds     | 1 - 1     | Sunderland         | Sheffield, 9 maggio 2022     |
|                    |           |                    |                              |

#### Finale
|            | Risultato |                   | Luogo e data                     |
| ---------- | --------- | ----------------- | -------------------------------- |
| Sunderland | 2 - 0     | Wycombe Wanderers | Londra (Wembley), 21 maggio 2022 |
|            |           |                   |                                  |

## Statistiche

### Squadre

#### Primati stagionali
Squadre
- Maggior numero di vittorie: Rotherham United e Wigan Athletic (27)
- Minor numero di sconfitte: Wigan Athletic (8)
- Miglior attacco: Oxford United e Wigan Athletic (82 gol fatti)
- Miglior difesa: Rotherham United (33 gol subiti)
- Miglior differenza reti: Wigan Athletic (+38)
- Maggior numero di clean sheet: Rotherham United (23)
- Maggior numero di pareggi: AFC Wimbledon (19)
- Minor numero di pareggi: Charlton Athletic, Crewe Alexandra e Doncaster Rovers (8)
- Maggior numero di sconfitte: Crewe Alexandra (31)
- Minor numero di vittorie: AFC Wimbledon (6)
- Peggior attacco: Gillingham (35 gol fatti)
- Peggior difesa: Morecambe (88 gol subiti)
- Peggior differenza reti: Crewe Alexandra (-46)
- Minor numero di clean sheet: Crewe Alexandra (4)
- Miglior serie positiva: Plymouth Argyle (16, 2ª-17ª giornata) e Rotherham United (16, 8ª-22ª giornata, recupero 6ª giornata)
- Maggior numero di vittorie consecutive: Plymouth Argyle (6 37ª-39ª giornata, recupero 25ª e 26ª giornata, recupero 31ª giornata) e Rotherham United (6, 29ª-33ª giornata, recupero 27ª giornata)
- Peggior serie negativa: AFC Wimbledon (27, 22ª-23ª giornata, 25ª-46ª giornata, recupero 12ª giornata, recupero 17ª giornata, recupero 24ª giornata)
- Maggior numero di sconfitte consecutive: Crewe Alexandra (8 37ª-42ª giornata, recupero 24ª giornata, recupero 34ª giornata)

Partite
- Partita con più reti: Wycombe Wanderers-Cheltenham Town 5-5 (10, 34ª giornata)
- Partita con maggiore scarto di gol: Ipswich Town-Doncaster Rovers 6-0 (6, 10ª giornata), Bolton Wanderers-Sunderland 6-0 (6, 30ª giornata), Sheffield Wednesday-Cambridge United 6-0 (6, 38ª giornata)

### Individuali

#### Classifica marcatori
| Gol | Rigori |  | Giocatore     | Squadra         |
| --- | ------ |  | ------------- | --------------- |
| 26  | 3      |  | Will Keane    | Wigan Athletic  |
| 24  | 4      |  | Ross Stewart  | Sunderland      |
| 23  | 1      |  | Alfie May     | Cheltenham Town |
| 23  | 1      |  | Cole Stockton | Morecambe       |
| 20  |        |  | Matt Taylor   | Oxford Utd      |
| 20  |        |  | Scott Twine   | MK Dons         |
| 19  |        |  | Michael Smith | Rotherham Utd   |
| 16  | 2      |  | Lee Gregory   | Sheffield Wed.  |
| 16  |        |  | Ryan Hardie   | Plymouth Argyle |
| 16  |        |  | Sam Vokes     | Wycombe W.      |